# Cekropka

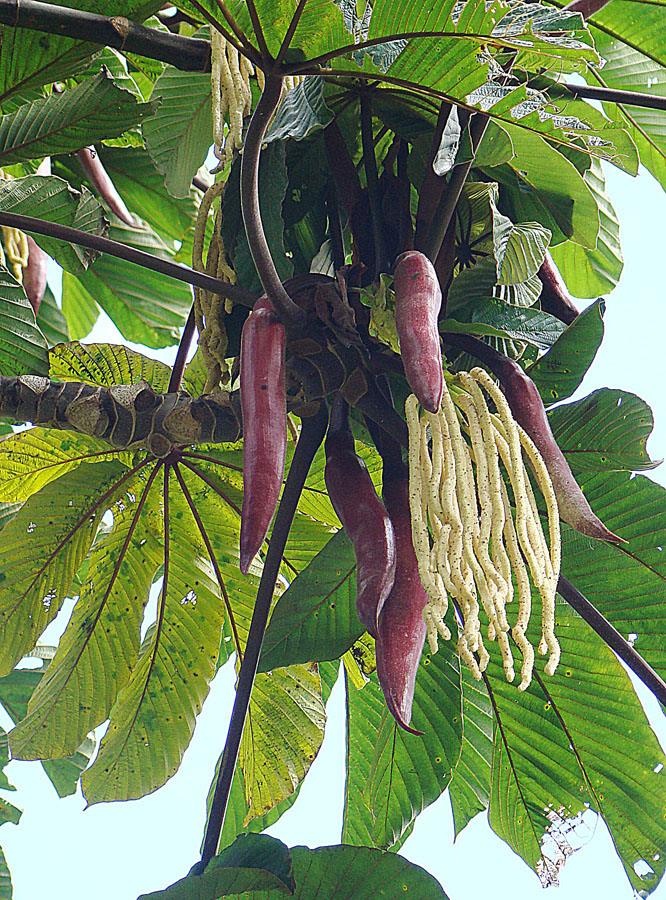
Kwiatostany Cecropia obtusifolia

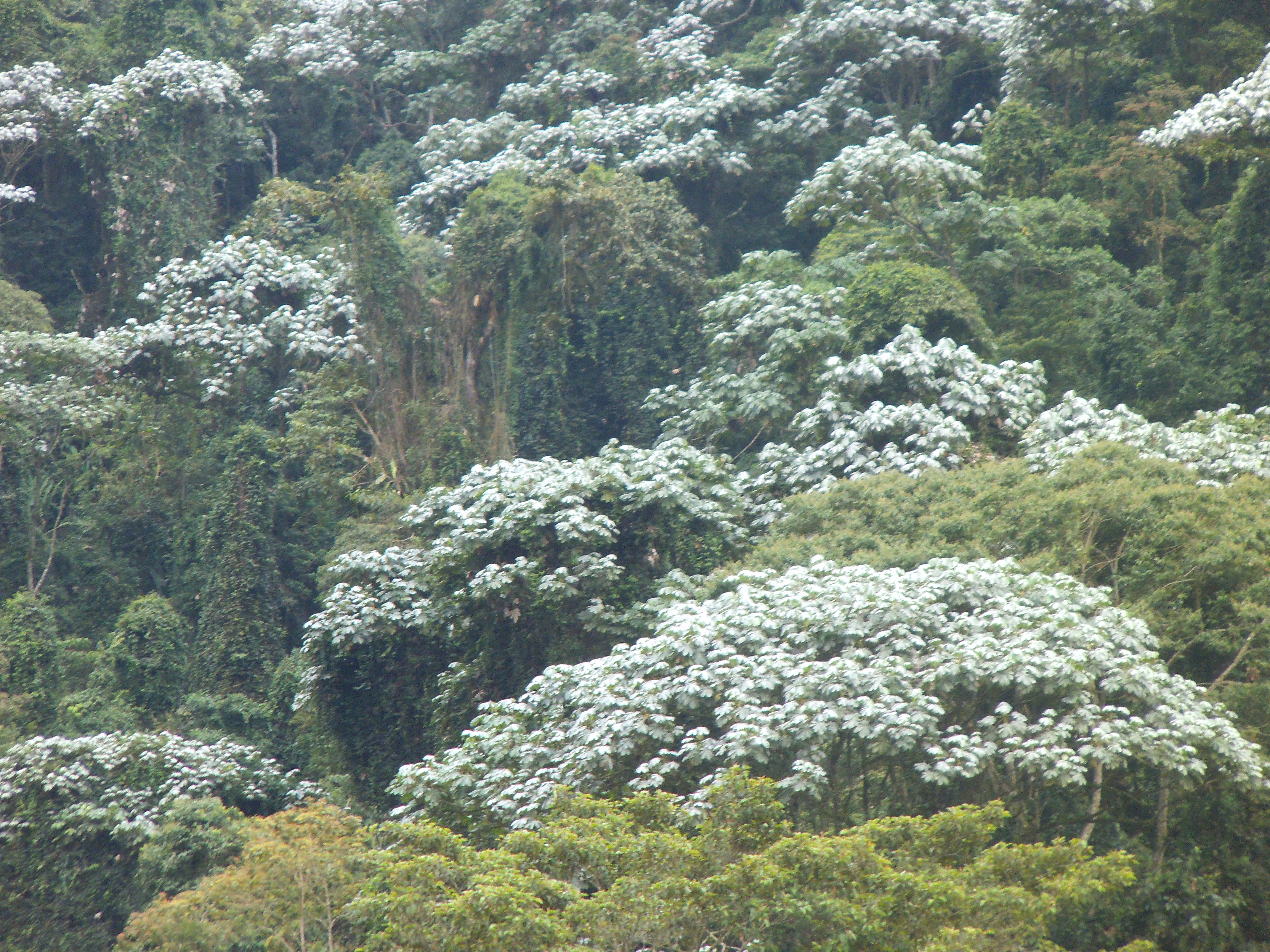
Jasnoszare korony Cecropia peltata

Cekropka, drążnik, drążnia, drzewo trąbowe (Cecropia Loefl.) – rodzaj roślin z rodziny pokrzywowatych (Urticaceae). Obejmuje 61 lub 63 gatunków, niektóre źródła wymieniają ok. 70–80 gatunków. Występują w Ameryce Środkowej (po północny Meksyk i Kubę) oraz w tropikalnej części Ameryki Południowej. Jako rośliny introdukowane spotykane są w Afryce Równikowej, Azji Południowo-Wschodniej i na wyspach Oceanii. Cecropia peltata zaliczona została do 100 najbardziej inwazyjnych gatunków na świecie.
Szybko rosnące i krótkowieczne drzewa pionierskie w różnych siedliskach leśnych. Związane są często relacją symbiotyczną z mrówkami zasiedlającymi puste przestrzenie w ich pniach.
Dęte pnie tych drzew wykorzystywane są przez Indian do wyrobu trąb (trombit) oraz stosowane są do budowy tratw i pływaków do sieci. Niektóre gatunki sadzone są jako ozdobne (np. C. peltata) i wykorzystywane do wyrobu ścieru drzewnego. Popiół po spaleniu C. peltata jest żuty wraz z liśćmi krasnodrzewu pospolitego (koki). Z kolei C. sciadophylla często jest pozostawiana podczas wylesień i pozyskiwania gruntu na cele rolnicze, ponieważ jej opadające liście alkalizują glebę, ubogą w wapień w obszarze Amazonii (zabieg praktykowany jest zwłaszcza w uprawach koki). Niektóre gatunki dostarczają kauczuku, żywic, garbników i są wykorzystywane leczniczo. Włókna z kory stosowane są do wyplatania sznurów i mat. Drewno łatwo się pali i jest używane jako hubka. Poza tym wykorzystywane jest do celów konstrukcyjnych (w połączeniu z cementem pozwala zmniejszyć masę konstrukcji), do wyrobu zapałek, skrzynek, zabawek i mebli.

## Morfologia

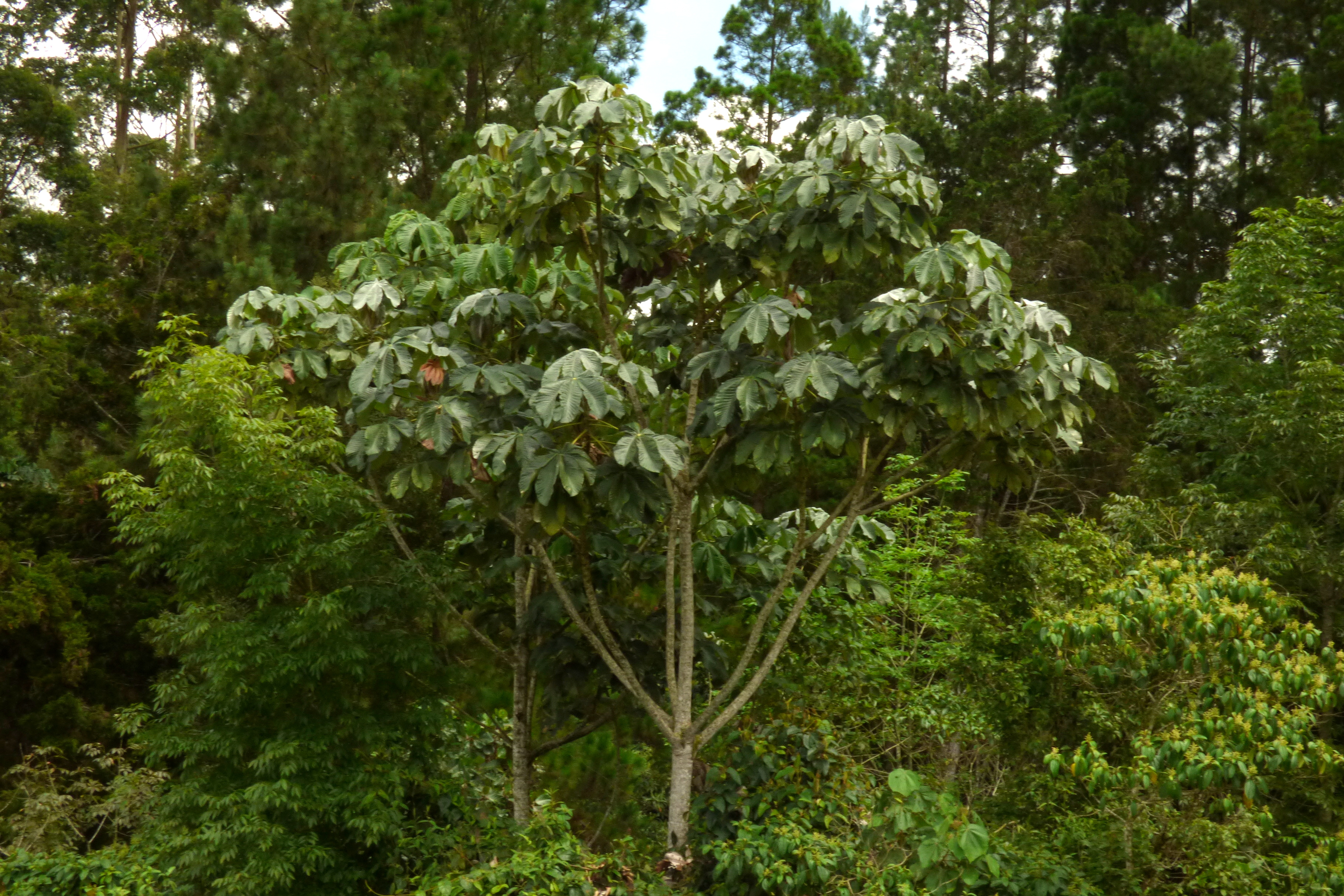
Cecropia angustifolia

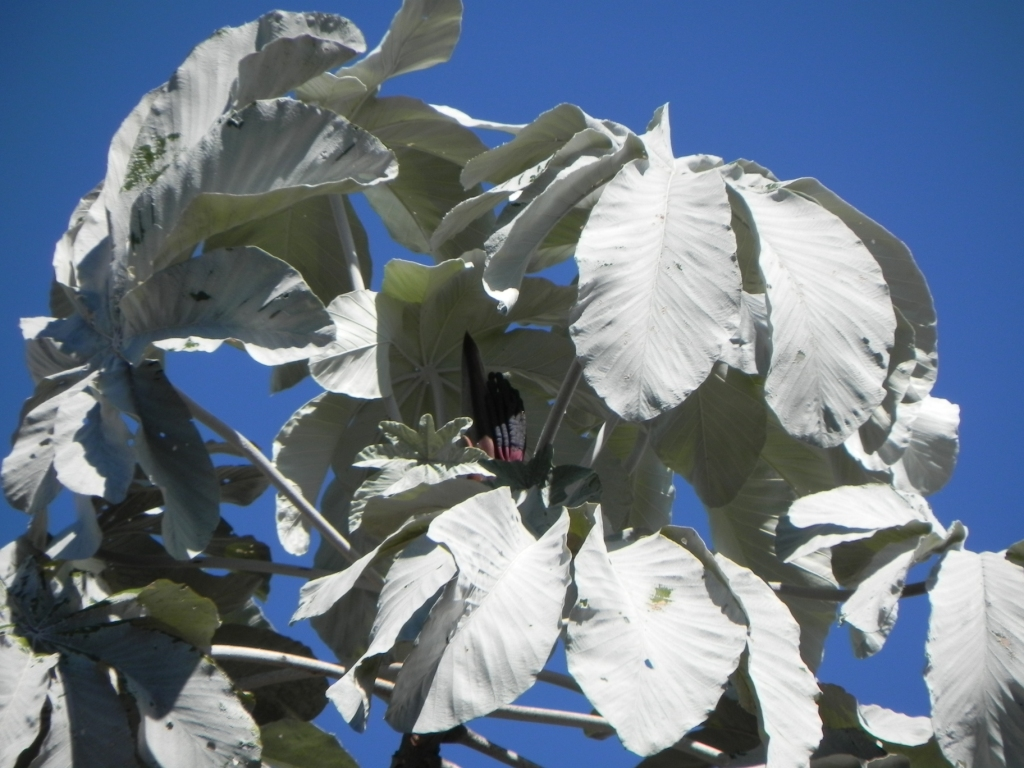
Liście Cecropia hololeuca

PokrójDrzewa o pustych (dętych) pędach, podzielonych cienkimi przegrodami (podobne są pod tym względem do pędów bambusów), nierozgałęzione lub słabo, zwykle kandelabrowo rozgałęzione w górnej części, z pędami zwieńczonymi na końcach pióropuszem liści. Drzewa wyróżniają się koronami na tle innych z powodu jasnego ubarwienia liści. U dołu ze szczudłowatymi korzeniami podporowymi. Większość gatunków osiąga kilkanaście m wysokości, nieliczne osiągają 40 m, ale są też takie, które nie przekraczają 5 m.
LiścieSkrętoległe, zwykle skupione w pióropusze na końcach pędów. Blaszki są okazałe (do ponad 50 cm średnicy), dłoniastozłożone (opisywane jako parasolowate – z ogonkiem przymocowanym w centralnej części blaszki), ogonki są długie, zwykle osiągają 20–30 cm, z przylistkami u nasady. Liście są nagie lub owłosione, często szaro owłosione od spodu, u niektórych gatunków liście są niemal białe.
KwiatyDrobne, jednopłciowe (rośliny dwupienne). Zebrane są w kwiatostany kłosokształtne palczasto podzielone, otulone przed kwitnieniem pochwiastą podsadką. Kwiaty męskie z okwiatem rurkowatym i dwoma pręcikami, odpadającymi jeszcze w czasie kwitnienia. Kwiaty żeńskie z podobnym okwiatem i zalążnią tworzoną przez pojedynczy owocolistek. Znamię główkowato-pędzelkowate.
OwoceNiełupki.

## Biologia i ekologia
Są to drzewa szybko rosnące, potrafiące dorosnąć do 12 m w ciągu 4–5 lat, ale też krótkowieczne (zamierają często już po ok. 10 latach). Na ogół są gatunkami pionierskimi, światłolubnymi, wyrastającymi w lasach w lukach i na porębach, także wzdłuż przydroży śródleśnych. Opisywane są jako najważniejsze drzewo pionierskie na kontynentach amerykańskich. Rozpowszechnienie tych roślin i ich wielki potencjał w szybkim zarastaniu wszelkich luk w zwartej pokrywie roślinnej jest zasługą wielkiej ilości wytwarzanych nasion. Znamienne jest przy tym to, że zachowują one zdolność do kiełkowania tylko przez rok lub dwa.
Większość gatunków zasiedla nizinne lasy równikowe, w tym selwę, często miejsca bagniste, mniej liczne rosną w lasach podgórskich i górskich, sięgając do 2600 m n.p.m.
W pustych komorach pędów tych roślin (poza przedstawicielami rodzaju rosnącymi w górach i na wyspach) często gnieżdżą się agresywne i jadowite mrówki z rodzaju Azteca, opuszczające wnętrza roślin w celu pożywiania się ciałkami odżywczymi osiągającymi ok. 1 mm średnicy i wytwarzanymi na ogonkach liściowych. Zawierają one glikogen rzadko spotykany w świecie roślin. Mrówki odpędzają inne owady, w tym potencjalnie szkodliwe dla cekropek, usuwają także próbujące je zasiedlić epifity. Ciałka odżywcze bywają też spożywane przez ptaki. Zjadane ciałka tworzone są w szybkim tempie ponownie – na jednym ogonku liściowym może ich powstać 80 w ciągu 10 minut.
Kwiaty zapylane są przez wiatr (anemogamia). Owocami cekropek odżywiają się ptaki, nietoperze i inne ssaki. W rozprzestrzenianiu diaspor niektórych gatunków biorą też udział ryby. Owoce dojrzewają systematycznie przez cały rok, stanowiąc zawsze dostępne pożywienie dla wielu różnych gatunków zwierząt.

## Systematyka
Rodzaj roślin z plemienia Cecropieae Gaudichaud z rodziny pokrzywowatych Urticaceae Juss. Przynależność do pokrzywowatych jest dobrze potwierdzona badaniami molekularnymi. Plemię Cecropieae bywało wcześniej także wyodrębniane w randze rodziny drążnikowatych Cecropiaceae, a także klasyfikowane w obrębie morwowatych Moraceae.
Wykaz gatunków
- Cecropia albicans Trécul
- Cecropia andina Cuatrec.
- Cecropia angulata I.W.Bailey
- Cecropia angustifolia Trécul
- Cecropia annulata C.C.Berg & P.Franco
- Cecropia bullata C.C.Berg & P.Franco
- Cecropia candida Snethl.
- Cecropia chlorostachya C.C.Berg & P.Franco
- Cecropia concolor Willd.
- Cecropia dealbata B.S.Williams
- Cecropia distachya Huber
- Cecropia elongata Rusby
- Cecropia engleriana Snethl.
- Cecropia ficifolia Warb. ex Snethl.
- Cecropia gabrielis Cuatrec.
- Cecropia garciae Standl.
- Cecropia glaziovii Snethl.
- Cecropia goudotiana Trécul
- Cecropia granvilleana C.C.Berg
- Cecropia herthae Diels
- Cecropia heterochroma C.C.Berg & P.Franco
- Cecropia hispidissima Cuatrec.
- Cecropia hololeuca Miq.
- Cecropia idroboi Cuatrec.
- Cecropia insignis Liebm.
- Cecropia kavanayensis Cuatrec.
- Cecropia latiloba Miq.
- Cecropia litoralis Snethl.
- Cecropia longipes Pittier
- Cecropia marginalis Cuatrec.
- Cecropia maxima Snethl.
- Cecropia megastachya Cuatrec.
- Cecropia membranacea Trécul
- Cecropia metensis Cuatrec.
- Cecropia montana Warb. ex Snethl.
- Cecropia multisecta P.Franco & C.C.Berg
- Cecropia mutisiana Mildbr.
- Cecropia obtusa Trécul
- Cecropia obtusifolia Bertol.
- Cecropia pachystachya Trécul
- Cecropia palmata Willd.
- Cecropia pastasana Diels
- Cecropia peltata L.
- Cecropia pittieri B.L.Rob. ex A.Stewart
- Cecropia plicata Cuatrec.
- Cecropia polystachya Trécul
- Cecropia purpurascens C.C.Berg
- Cecropia putumayonis Cuatrec.
- Cecropia reticulata Cuatrec.
- Cecropia sararensis Cuatrec.
- Cecropia saxatilis Snethl.
- Cecropia schreberiana Miq.
- Cecropia sciadophylla Mart.
- Cecropia silvae C.C.Berg
- Cecropia strigosa Trécul
- Cecropia subintegra Cuatrec.
- Cecropia tacuna C.C.Berg & P.Franco
- Cecropia telealba Cuatrec.
- Cecropia telenitida Cuatrec.
- Cecropia ulei Snethl.
- Cecropia utcubambana Cuatrec.
- Cecropia velutinella Diels
- Cecropia virgusa Cuatrec.